# Nangiszliszma
Nangiszliszma – według Sumeryjskiej listy królów trzeci po potopie władca sumeryjski należący do tzw. I dynastii z Kisz. Dotyczący go fragment brzmi następująco:
„Nangiszliszma (z Kisz) panował przez 670 lat”.